# Simon Inglis
Pour les articles homonymes, voir Inglis.
Simon Inglis est un historien britannique du football né en 1950 à Birmingham, Angleterre, notamment spécialisé dans l'histoire des stades. Il est diplômé en histoire mais aussi en architecture. Son ouvrage de référence est le fameux Football Grounds of Britain, publié en 1983, qui a connu de multiples rééditions avec mises à jour. Parmi ses autres ouvrages, citons le classique League Football and The Men Who Made It (1988) ou la version européenne de son étude des stades : The Football Grounds of Europe (1990). 
À la suite des drames du Heysel (1985) et de Sheffield (1989), Simon Inglis fut consulté afin de mettre en place une politique cohérente quant aux supporters et aux stades. 
Il a également publié de nombreux articles en tant que journaliste ou consultant dans des titres comme The Guardian, The Observer, The Daily Telegraph, The Independent, et il intervient à la radio sur BBC Radio 5.
Il est un supporter déclaré d'Aston Villa Football Club.
Dans un article consacré à Simon Inglis publié par The Daily Telegraph en décembre 2005, Andrew Baker écrit : « Inglis est devenu un trésor national vivant qu'il faut soutenir à tout prix ». 